# Джъстин и рицарите на честта
„Джъстин и рицарите на честта“ (на испански: Justin y la espada del valor) е испански анимационен филм с хумористична фантазия, режисиран от Мануел Сицилия, пуснат през 2013 г. Във филма участват гласовете на Фреди Хаймор, Сърша Ронан, Джеймс Космо, Чарлс Данс, Тамсин Еджъртън, Антонио Бандерас, Рупърт Евърет, Алфред Молина, Марк Стронг, Анджела Лансбъри, Дейвид Уолиамс, Джули Уолтърс и Оливия Уилямс.

## В България
В България филмът е пуснат по кината на 10 януари 2014 г. от „Форум Филм България“.

### Дублажи
Нахсинхронен дублаж
| Роля          | Изпълнител                                |
| ------------- | ----------------------------------------- |
| Джъстин       | Деян Славчев                              |
| Талия         | Маги Джанаварова                          |
| Реджиналд     | Станислав Пищалов                         |
| Кралицата     | Таня Михайлова                            |
| Мелкиадес     | Тодор Георгиев                            |
| Сър Клорекс   | Христо Бонин                              |
| Вещица        | Адриана Андреева                          |
| Баба          | Даринка Митова                            |
| Лара          | Мина Костова                              |
| Сър Ираклио   | Стефан Сърчаджиев-Съра                    |
| Сота          | Мариан Бачев                              |
| Никасио       | Сава Пиперов                              |
| Други гласове | Иво Райков Момчил Степанов Петър Върбанов |

| Обработка   | Андарта Студио |
| ----------- | -------------- |
| Тонрежисьор | Димитър Русев  |

Войсоувър дублаж
| Пост                | Име                                                                         |
| ------------------- | --------------------------------------------------------------------------- |
| Озвучаващи артисти  | Даниела Йорданова Христина Ибришимова Цанко Тасев Васил Бинев Христо Узунов |
| Преводач            | Любина Ковачева                                                             |
| Тонрежисьор         | Стамен Янев                                                                 |
| Режисьор на дублажа | Михаела Минева                                                              |